# スリヴァルディ
北欧神話において、スリヴァルディもしくはスリーヴァルディ（古ノルド語: Þrívaldi。Thrívaldi または Thrivaldi のように英語化される）という、名前が「3倍強い("thrice mighty")」を意味する人物は、トールによって殺される霜の巨人である。
この事実は、『詩語法』(4) の中でスノッリ・ストゥルルソンによって解説される。それによると、"スリヴァルディの殺害者"（"vegandi Þrívalda"）はトールを表すケニングである。スノッリは、ブラギ・ボッダソン(en)によってトールが「スリヴァルディの9つの首を割る者」("cleaver apart of Þrívaldi's nine heads")("sundrkljúfr níu höfða Þrívalda")と呼ばれる1節、および、スリヴァルディを叩き潰し("lemja")たことでトールを賛美する詩人ヴェトルリジ(Vetrliði Sumarliðason)による他の節を引用している。
スリヴァルディはまた、スールルの中にも記載されている。